# Myrmorchilus strigilatus
Myrmorchilus strigilatus là một loài chim trong họ Thamnophilidae. Chúng được tìm thấy ở Argentina, Bolivia, Brazil, và Paraguay.